# Luigi Maria Burruano
Luigi Maria Burruano (Palermo, 1948. október 20. – Palermo, 2017. szeptember 10.) olasz színész.

## Filmjei

### Mozifilmek
- L'amore coniugale (1970)
- Pizza Connection (1985)
- Örökre Mery (Mery per sempre) (1989)
- Fiúk szabadlábon (Ragazzi fuori) (1990)
- La discesa di Aclà a Floristella (1992)
- Védőkíséret (La scorta) (1993)
- Quattro bravi ragazzi (1993)
- Nel continente nero (1993)
- Le buttane (1994)
- Pajzán kalandok Rómában – 2000 és 1/2 évvel Krisztus előtt (S.P.Q.R. 2000 e 1/2 anni fa) (1994)
- A csillagos ember (L'uomo delle stelle) (1995)
- Italiani (1996)
- Az egyik és a másik (Luna e l'altra) (1996)
- Il figlio di Bakunin (1997)
- I Paladini della Santa Provvidenza (1997, rövidfilm)
- La fame e la sete (1999)
- Amore a prima vista (1999)
- Oltremare (1999)
- Száz lépés (I cento passi) (2000)
- E adesso sesso (2001)
- Benzina (2001)
- Született unottak (Nati stanchi) (2002)
- Nowhere (2002)
- Ginostra (2002)
- Il trasformista (2002)
- Cuore scatenato (2003)
- Szabadon (Liberi) (2003)
- Il ritorno di Cagliostro (2003)
- Concorso di colpa (2004)
- Te lo leggo negli occhi (2004)
- Miracolo a Palermo! (2005)
- Quo Vadis, Baby? (2005)
- ...e se domani (2005)
- Tre giorni di anarchia (2005)
- Eccezzziunale veramente - Capitolo secondo... me (2006)
- Baciami piccina (2006)
- Non ti aspettavo (2007, rövidfilm)
- La fine del mare (2007)
- Milano Palermo - Il ritorno (2007)
- 15 Seconds (2008, rövidfilm)
- Il sangue dei vinti (2008)
- Pochi giorni per capire (2009)
- Baaria (2009)
- Napoli, Napoli, Napoli (2009)
- Le ultime 56 ore (2010)
- Qualunquemente (2011)
- In This Life (2011, rövidfilm)
- Il viaggio di Malombra (2012)
- Sins Expiation (2012)
- La città ideale (2012)
- Pagate fratelli (2012)
- Tutto tutto niente niente (2012)
- La madre (2013)
- The Wait (2016)
- Quel bravo ragazzo (2016)

### Tv-filmek
- Rinaldo in campo (1989)
- Uomo di rispetto (1993)
- La piovra 8 - Lo scandalo (1997)
- Sotto la luna (1998)
- Falcone (1999)
- Az Odüsszeusz-hadművelet (Operazione Odissea) (1999)
- L'attentatuni (2001)
- Páduai Szent Antal (Sant'Antonio di Padova) (2002)
- Lelkiismereti ügy (Un caso di coscienza) (2003)
- Blindati (2003)
- Salvo D'Acquisto (2003)
- Paolo Borsellino (2004)
- Mio figlio (2005)
- Il bell'Antonio (2005)
- A Hold és a tó (La luna e il lago) (2006)
- Tisztelet kérdése (L'onore e il rispetto) (2006–2009)
- Vi perdono ma inginocchiatevi (2012)
- L'assalto (2014)
- Furore: Il vento della speranza (2014)
- Boris Giuliano: Un poliziotto a Palermo (2016)

### Tv-sorozatok
- Zsarolás (Il ricatto) (1989, egy epizódban)
- Incantesimo 4 (2001)
- Turbo, a négylábú zsaru (Turbo) (2001, négy epizódban)
- Montalbano felügyelő (Il commissario Montalbano) (2001, egy epizódban)
- Camera Café (2003, egy epizódban)
- Rocca parancsnok (Il maresciallo Rocca) (2003, egy epizódban)
- Árulkodó nyomok (R.I.S. - Delitti imperfetti) (2005, egy epizódban)
- Nebbie e delitti (2005, egy epizódban)
- Mastrangelo nyomoz (Il giudice Mastrangelo) (2005–2007, hét epizódban)
- 48 ore (2006, 12 epizódban)
- Raccontami (2007, hat epizódban)
- Io e mio figlio - Nuove storie per il commissario Vivaldi (2010, hat epizódban)
- Il segreto dell'acqua (2011, hat epizódban)
- Sangue caldo (2011, hat epizódban)
- Baciamo le mani: Palermo-New York 1958 (2013, négy epizódban)